# Краб-Орчерд (Теннессі)
Краб-Орчерд (англ. Crab Orchard) — місто (англ. city) в США, в окрузі Камберленд штату Теннессі. Населення — 720 осіб (2020).

## Географія
Краб-Орчерд розташований за координатами 35°54′23″ пн. ш. 84°53′3″ зх. д. / 35.90639° пн. ш. 84.88417° зх. д. (35.906483, -84.884142).  За даними Бюро перепису населення США в 2010 році місто мало площу 28,79 км², уся площа — суходіл.

## Демографія
Згідно з переписом 2010 року, у місті мешкали 752 особи в 312 домогосподарствах у складі 220 родин. Густота населення становила 26 осіб/км².  Було 359 помешкань (12/км²).
Расовий склад населення:
| - 98,4 % — білих - 0,3 % — вихідців з тихоокеанських островів - 0,3 % — чорних або афроамериканців - 0,3 % — азіатів |

До двох чи більше рас належало 0,5 %. Частка іспаномовних становила 0,9 % від усіх жителів.
За віковим діапазоном населення розподілялося таким чином: 22,3 % — особи молодші 18 років, 62,4 % — особи у віці 18—64 років, 15,3 % — особи у віці 65 років та старші. Медіана віку мешканця становила 43,1 року. На 100 осіб жіночої статі у місті припадало 100,0 чоловіків;  на 100 жінок у віці від 18 років та старших — 96,0 чоловіків також старших 18 років.
Середній дохід на одне домашнє господарство  становив 45 406 доларів США (медіана — 36 696), а середній дохід на одну сім'ю — 45 023 долари (медіана — 36 964). Медіана доходів становила 30 208 доларів для чоловіків та 28 661 долар для жінок. За межею бідності перебувало 19,8 % осіб, у тому числі 32,4 % дітей у віці до 18 років та 6,8 % осіб у віці 65 років та старших.
Цивільне працевлаштоване населення становило 360 осіб. Основні галузі зайнятості: виробництво — 21,4 %, роздрібна торгівля — 12,5 %, науковці, спеціалісти, менеджери — 11,4 %, будівництво — 11,4 %.